# Tukleky (Senožaty)
Tukleky (německy Tuklek) je malá vesnice, část obce Senožaty v okrese Pelhřimov. Nachází se asi 1,5 km na jih od Senožat. V roce 2009 zde bylo evidováno 44 adres. V roce 2001 zde trvale žilo 42 obyvatel.
Tukleky je také název katastrálního území o rozloze 3,34 km2.